# Rejon Neftçala
Rejon Neftçala (azer. Neftçala rayonu) – rejon w południowo-wschodnim Azerbejdżanie. 